# Tokuda Shūsei

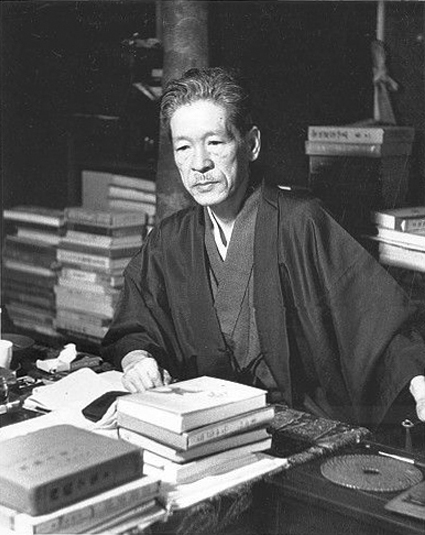
Tokuda Shūsei

Tokuda Shūsei (japanisch 徳田 秋声; * 1. Februar 1872 in Kanazawa als Tokuda Sueo (徳田 末雄); † 18. November 1943 in Tokio) war ein japanischer Erzähler und Romancier.

## Leben
Tokuda Shūsei entstammte einer Familie des einstigen Feudaladels. Er begann seine literarische Karriere als Anhänger des Autors Ozaki Kōyō. Nach dessen Tod im Jahr 1903 wechselt er vom romantischen Stil, der mit Ozaki verbunden war, zu einer Mischung aus Naturalismus und Beichte, bekannt als Shizen-shugi (自然主義). Ein Beispiel ist dafür ist „Arajotai“, das die Frustration eines jungen Paares aus der Arbeiterklasse behandelt, die er beobachtet hatte.
Danach jedoch schrieb Tokuda meist autobiografische Erzählungen. „Kabi“ ist ein klassisches Beispiel für eine „Ich-Novelle“ (私小説, Watakushi shōsetsu). Ein anders Beispiel, „Tadare“, handelt von einem der Lieblingsthemen Tokudas: von einer Halbwelt-Dame.
Als Tokudas Frau 1926 starb, begann Tokuda eine Reihe von Beziehungen mit jüngeren Frauen, u. a. mit Yamada Junko (山田順子), die ihn zu einer Reihe von Geschichten inspirierten, darunter zu seinem bekanntesten Werk „Kasō jinbutsu“ (1935 bis 1938) und auch zu „Shukuzu“ (1941).
Anders als die meisten Naturalisten  blieb Tokuda unberührt von intellektuellen Grundlagen und philosophischen Folgerungen des literarischen Naturalismus. Der realistische Stil und die offen autobiografische Seite des japanischen Naturalismus passte ihm perfekt. Sein Werk ist eher durch japanischen Fatalismus als durch westlichen Determinismus geprägt.

## Werke
- 1896 Yabu kōji (薮かうじ) - (Mandarinengesträuch)
- 1900 Kumo no yukue (雲のゆくへ) - (Wolkenzufluchtsort)
- 1908 Arajotai (新世帯) - (Das neue Heim)
- 1910 Ashiato (足迹) - (Fußspuren)
- 1911 Kabi (黴) - (Schimmel)
- 1914 Tadare (爛) - (Das Geschwür)
- 1915 Arakure (あらくれ) - (Der Wildfang)[2]
  - „Rough Living“, aus dem Japanischen von Richard Torrance, University of Hawaii Press, Honolulu 2001, ISBN 0-8248-2387-7
- 1935 Kunshō (勲章)
  - „Der Orden“, aus dem Englischen[3] von Monique Humbert, in: Nippon. Moderne Erzählungen aus Japan von Mori Ogai bis Mishima Yukio, Diogenes Verlag, Zürich 1965, S. 53–76
- 1935–38 Kasō jinbutsu (仮装人物) - (Menschen in Verkleidung)
- 1943 Shukuzu (縮図) - (Die Miniatur, unvollendet)